# Jewhen Buket

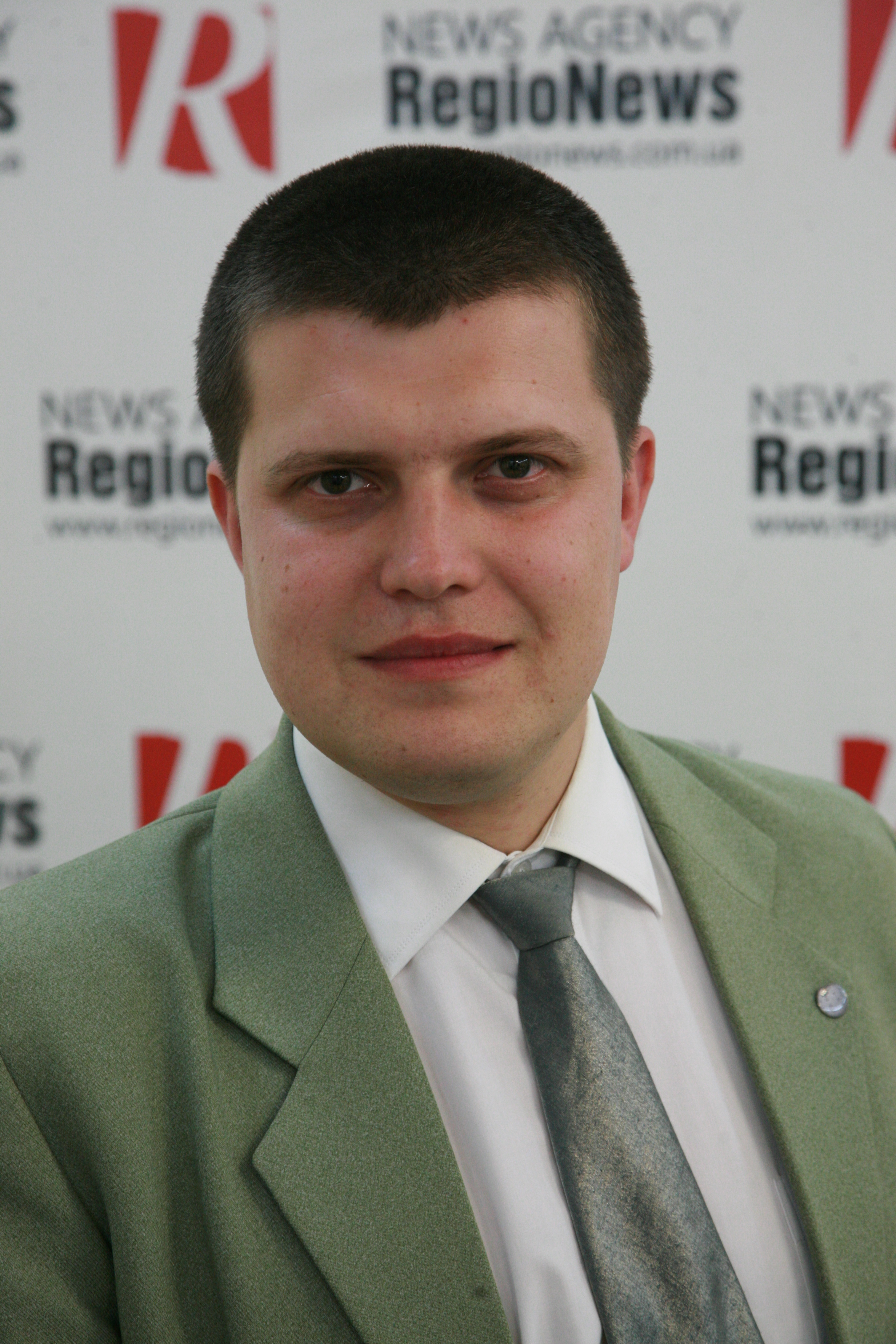
Jewhen Buket 2012

Jewhen Wassylowytsch Buket (ukrainisch Євген Васильович Букет, * 23. Oktober 1981 in Kiew, Ukrainische SSR) ist ein ukrainischer Ethnograph, Heimatkundler, Journalist und Hauptredakteur der Zeitung Kultur und Leben.

## Leben
Jewhen Buket kam in Kiew zur Welt und verbrachte seine Schulzeit im Dorf Hruske in der Oblast Kiew. 2004 schloss er ein Studium an der mechanisch-mathematischen Fakultät der Nationalen Taras-Schewtschenko-Universität Kiew ab.
Von 2006 bis 2007 arbeitete er bei der Zeitung Makariwski Wisti und der Wochenzeitung Slowo Proswity. 
Als Student begann er die Geschichte seiner Heimat zu erkunden. 2001 veröffentlichte er sein erstes Buch „Geschichte des ukrainischen Dorfes Hruske“. Jewhen Buket ist Autor von mehr als 20 Büchern über die Geschichte der Region Makariw.
Buket nahm 2012 an der Parlamentswahl teil, wobei er im Wahlkreis 212 (Kiew, Rajon Darnyzja) die Partei "Unsere Ukraine" vertrat und nur 0,34 Prozent der Stimmen gewinnen konnte.
Im Jahr 2014 erschien das Buch Iwan Bondarenko – ostannij polkownyk Kolijiwschtschyny.
Seit 2015 ist Buket Chefredakteur der Zeitung Kultura i Schyttja.